# Біловар Крістіан Русланович
Крістіан Русланович Біловар (нар. 5 лютого 2001, Дебрецен, Угорщина) — український футболіст, центральний захисник київського «Динамо». Зять президента «Динамо» Ігоря Суркіса.

## Клубна кар'єра
Народився 5 лютого 2001 року в Дебрецені. Вихованець ужгородської СДЮСШОР та академії київського «Динамо». Батько — прокурор Руслан Біловар.
З 2017 року виступав за юнацьку команду «Динамо» U-19. Дебютував за неї 1 квітня 2018 року в матчі чемпіонату України U-19 проти столичного «Арсеналу» (5:0). У складі юнаків грав у двох розіграшах Юнацької ліги УЄФА (6 матчів). У 2018/2019 «біло-сині» в 1/8 фіналу поступилися в серії пенальті на виїзді німецькому «Гоффенгайму», а у сезоні 2019/20 в 1/16 фіналу так само по пенальті вдома програли загребському «Динамо».
Також виступав за команду до 21 року у молодіжному чемпіонаті України U-21. Там свій перший матч провів 6 жовтня 2018 року проти донецького «Олімпіка» (5:0).
23 липня 2021 року перейшов в чернігівську «Десну» в 1-річну оренду. В УПЛ дебютував 25 липня 2021 року, змінивши на 87-ій хвилині Левана Арвеладзе в матчі проти «Чорноморця» (3:0). Цей матч так і залишився єдиним для гравця за клуб.
У сезоні 2021/22 на правах оренди грав у складі одеського «Чорноморця». За основну команду одеситів провів 8 матчів в УПЛ і 2 в Кубку України.
Сезон 2022/23 знову провів в оренді, цього разу в кіпрському АЕЛі, за який провів 28 матчів у чемпіонаті (23 у стартовому складі) та 2 у Кубку Кіпру.
Повернувшись з оренди, сезон 2023/24 розпочав у першій команді «Динамо», за яку дебютував 30 липня 2023 року в домашній грі з «Минаєм» (4:1). Біловар вийшов на поле у стартовому складі та зіграв увесь матч.

## Кар'єра в збірній
З 2017 по 2019 рік виступав за юнацькі збірні України різних вікових категорій. У 2020 та 2023 роках викликався до молодіжної збірної України, але не провів за неї жодного матчу.

## Особисте життя
28 липня 2023 року одружився з донькою президента «Динамо» Ігоря Суркіса Яною.

## Досягнення
«Динамо»:
 Чемпіон України: 2024/25